# Глубокое (Николаевская область)
Глубо́кое (укр. Глибоке) — село в Березанском районе Николаевской области Украины.
Население по переписи 2001 года составляло 8 человек. Почтовый индекс — 57430. Телефонный код — 5153.

## Местный совет
57460, Николаевская обл., Березанский р-н, с. Рыбаковка, ул. Почтовая, 7